# Har Arkan
Har Arkan (hebrejsky: הר ערקן) je hora o nadmořské výšce 480 metrů v severním Izraeli.
Leží v centrální části pohoří Karmel, cca 11 kilometrů jihojihovýchodně od centra Haify, 3 kilometry severozápadně od města Dalijat al-Karmel a cca 2 kilometry jihovýchodně od vesnice Bejt Oren. Má podobu výrazného návrší se zalesněnými svahy, které na všech stranách přecházejí do rozsáhlejšího lesního komplexu. Na východní a severní straně terén prudce klesá směrem do údolí vádí Nachal Oren, do kterého podél západní strany hory vede boční vádí Nachal Rakit. Na jižní straně návrší plynule přechází do sousední hory Har Šokef.
V prosinci 2010 bylo okolí hory postiženo lesním požárem, který zničil velkou část zdejších lesů a poškodil i vesnici Bejt Oren.